# Capture-Effect
Der Capture-Effekt ist vor allem beim Empfang von amplituden-modulierten (engl. Amplitude Modulation, AM) Signalen bekannt. Es handelt sich um eine (weitgehende, aber nicht immer störungsfreie), Unterdrückung eines schwächeren Trägers durch einen bis circa 10-fach stärkeren modulierten Träger, wobei beide Signale im Durchlassbereich des Empfängers liegen. Die dabei erzielbare Unterdrückung des schwächeren Trägers variiert mit der erforderlichen Störungsfreiheit des empfangenen Signals, dem Demodulatortyp des Empfängers, der Modulation bzw. Modulationsparametern und dem Frequenzoffset zwischen den Mittenfrequenzen der Träger und dem Pegelunterschied zwischen den Signalen.
Auch wenn der Begriff Capture-Effekt erst später verwendet wurde, ist der zugrundeliegende Effekt schon seit circa 1929 dokumentiert. Erst circa 20 Jahre später wurde mit Nutzung von frequenz-modulierten Signalen (engl. Frequency Modulation, FM) für Rundfunksender der Effekt auch für FM dokumentiert, wobei bei FM nur ein circa doppelt so starken Träger gegenüber AM erforderlich ist.
Der Begriff Capture-Effect wird auch zur Beschreibung eines vergleichbaren Verhaltens bei anderen, z. B. digitalen Modulationsarten verwendet. In diesem Kontext ist er jedoch nur durch wenige Veröffentlichungen dokumentiert.
Die Unterdrückung schwächerer Signale kann, je nach betrachtetem System, der verwendeten Modulationsart und den Qualitätsanforderungen ein oder mehrere der folgenden Vorteile bringen:
- Wiederverwendung der gleichen Frequenzen (engl. Frequency Reuse) ermöglicht kleinere Abstände zwischen Sendern, damit diese störungsfrei im gleichen Funkkanal senden können, z. B. bei UKW-Rundfunk[4]
- Vergrößerung des Gebiets, das selbst mit einem Sender auf einem sehr hohen Berg nicht alleine versorgt werden kann, durch Nutzung mehrerer über das Versorgungsgebiet verteilter Sender, z. B. im AM-modulierten VHF-Sprechfunk für die Flugverkehrskontrolle beim Mobiler Flugfunkdienst (R) (engl. Aeronautical Mobile (Route) Service, AM(R)S)[7]
- Minimierung von Störungen durch Reflexionen, z. B. an Gebäuden, Gelände oder Hindernissen, innerhalb des Versorgungsbereichs von Landekurssendern (engl.  ILS-Localizer, ILS-LLZ) und Gleitwegsendern (engl. ILS Glide Path, ILS-GP) des  Instrumentenladesystems. Diese werden für Präzisions-Anflüge auf Flughäfen verwendet. Dabei benutzt man 2 Sender, die mit unterschiedlicher Leistung und unterschiedlichen Antennendiagrammen den Anflugbereich von Landebahnen abdecken.[8][9][10][11][12][13]